# Glinnik Wieś
Glinnik Wieś – przystanek kolejowy w Glinniku, między przystankami Smardzew i Glinnik, w województwie łódzkim w Polsce. Znajduje się w pobliżu skrzyżowania z drogą Łagiewniki Nowe – Glinnik. Powstanie przystanku związane jest z projektem Łódzkiej Kolei Aglomeracyjnej.

## Ruch pasażerski[3]
| Rok  | Wymiana pasażerska na dobę |
| ---- | -------------------------- |
| 2017 | 50-99                      |
| 2018 | 50-99                      |
| 2019 | 100-149                    |
| 2020 | 50-99                      |
| 2021 | 50-99                      |
| 2022 | 50-99                      |
| 2023 | 100-149                    |